# Hiato (linguística)
Hiato é quando duas vogais estão juntas porém em sílabas vizinhas. O hiato diferencia-se de um ditongo e de um tritongo pelo fato de ser constituído por duas sílabas e, consequentemente, ser pronunciado em dois esforços de voz.

## Hiatos na Língua Portuguesa
Nota: a descrição abaixo dá-se ao português brasileiro (PtBr) e/ou ao português europeu (PtE).
Na língua portuguesa encontramos hiatos nas seguintes sílabas, por exemplo:
- aéreo /a.ˈɛ.ɾe.u/ (PB) /ɐ.ˈɛ.ɾi.u/ (PE)
- leal /le.ˈaw/ (PB) /lɨ.ˈal/ (PE)
- pior /pi.ˈɔʀ/ (PB) /pi.ˈɔɾ/ (PE)
- raiz /ʀa.ˈis/ (PB) /ʀɐ.ˈiʃ/ ou /rɐ.ˈiʃ/ (PE)
- ruído /ʀu.ˈi.du/
- Moema /mo.ˈe.ma/

No entanto, no discurso rápido, na linguagem informal ou em certos dialectos alguns hiatos são transformados em ditongos. Ex.:
- árd'ua /ˈaʀ.du.afg'/ >> /ˈaʀ.dwa/ (PB) /ˈaɾ.du.ɐ/ >> /ˈaɾ.dwɐ/ (PE)
- diabo /di.ˈa.bu/ >> /ˈdja.bu/ (PE)
- espécie /is.ˈpɛ.si.i/ >> /is.ˈpɛ.sji/ (PB) /ɨʃ.ˈpɛ.si.ɨ/ >> /ɨʃ.ˈpɛ.sjɨ/ (PE)
- leal /lɨ.ˈal/ >> /ˈljal/ (PE)
- pátio /ˈpa.ti.u/ >> /ˈpa.tju/
- pátria /ˈpa.tɾi.a/ >> /ˈpa.tɾja/ (PB) /ˈpa.tɾi.ɐ/ >> /ˈpa.tɾjɐ/ (PE)
- rio /ˈʀi.u/ >> /ˈʀiw/ ou /ˈri.u/ >> /ˈriw/
- suíno /su.ˈi.nu/ >> /ˈswi.nu/
- tênue /ˈte.nu.i/ >> /ˈte.nwi/ (PB) ténue /ˈtɛ.nu.ɨ/ >> /ˈtɛ.nwɨ/
- vácuo /ˈva.ku.u/ >> /ˈva.kwu/

A passagem de um hiato para ditongo chama-se sinérese. O processo inverso chama-se diérese. Quando a passagem de um hiato para ditongo é feita entre duas palavras diferentes, chama-se sinalefa, recurso frequentemente usado na poesia.